# Aloe duckeri
Aloe duckeri ist eine Pflanzenart der Gattung der Aloen in der Unterfamilie der Affodillgewächse (Asphodeloideae). Das Artepitheton duckeri ehrt H. C. Ducker, den Leiter einer Baumwollversuchsstation in Malawi.

## Beschreibung

### Vegetative Merkmale
Aloe duckeri wächst stammlos oder kurz stammbildend, ist einfach und sprosst nur selten spärlich. Die Triebe sind bis zu 30 Zentimeter lang. Die etwa 20 lanzettlich spitz zulaufenden Laubblätter bilden Rosetten. Die trübgrüne, undeutlich gestreifte Blattspreite ist bis zu 50 Zentimeter lang und 10 bis 12 Zentimeter breit. Auf ihr befinden sich in der Regel zerstreut weiße Flecken. Die stechenden, rotbraunen Zähne am Blattrand sind 4 bis 5 Millimeter und stehen 10 bis 20 Millimeter voneinander entfernt.

### Blütenstände und Blüten
Der Blütenstand besteht aus drei bis zehn Zweigen und erreicht eine Länge von 1 bis 2 Meter. Die dichten, kopfigen Trauben sind 5 bis 6 Zentimeter lang und 8 bis 10 Zentimeter breit.  Die deltoid, spitz zulaufenden Brakteen weisen eine Länge von 10 bis 12 Millimeter auf und sind 3 Millimeter breit. Die scharlachroten, orangefarbenen oder pinkfarbenen Blüten stehen an 30 Millimeter langen Blütenstielen. Die Blüten sind 35 bis 40 Millimeter lang und an ihrer Basis gestutzt. Auf Höhe des Fruchtknotens weisen die Blüten einen Durchmesser von 10 Millimeter auf. Darüber sind sie abrupt auf 5 bis 6 Millimeter verengt und schließlich zur Mündung erweitert. Ihre äußeren Perigonblätter sind auf einer Länge von 12 bis 13 Millimetern nicht miteinander verwachsen. Die Staubblätter und der Griffel ragen kaum aus der Blüte heraus.

## Systematik und Verbreitung
Aloe duckeri ist im Norden von Malawi, im Süden von Tansania, im Norden von Sambia und im Südosten von Zaire auf Grasland und in offenem Waldland in Höhen von 1000 bis 2000 Metern verbreitet. 
Die Erstbeschreibung durch Hugh Basil Christian wurde 1940 veröffentlicht.

## Nachweise